# Thrinle Gyatsho (Regent)
Desi Thrinle Gyatsho (tib. sde srid 'phrin las rgya mtsho; † 1668) oder Drongmepa Thrinle Gyatsho (tib. grong smad pa 'phrin las rgya mtsho) war von 1660 bis 1668 „Desi“ (tib. sde srid; Regent) des 5. Dalai Lama in Tibet. Er war der zweite Regent und Nachfolger von Sönam Chöphel.
In der Luben-Halle des Klosters Drepung ist eine heilige Stupa für ihn errichtet.

## Zitat
„1660年（藏历铁鼠年）七月十三日，任命仲麦巴•赤列嘉措（第悉•桑结 嘉措父亲之兄）为第二任第悉。(dt. Am 13. Tag des 7. Monats des Jahres 1660 (im Eisen-Ratten-Jahr nach dem traditionellen tibetischen Kalender) wurde Drongmepa Thrinle Gyatsho (der ältere Bruder des Vaters von Desi Sanggye Gyatsho [(1653-1705), seit 1679 Regent]) zum Desi [Regenten] ernannt.)“